# Надежден
Надежден (болг. Надежден) — село в Болгарии. Находится в Хасковской области, входит в общину Харманли. Население составляет 310 человек (на декабрь 2010 года).

## Политическая ситуация
В местном кметстве Надежден, в состав которого входит Надежден, должность кмета (старосты) исполняет Назми Мустафов Расимов (Движение за права и свободы (ДПС)) по результатам выборов правления кметства.
Кмет (мэр) общины Харманли — Михаил Христов Лисков (коалиция трёх партий: Болгарская социалистическая партия, Болгарская социал-демократия, политический клуб «Фракия») по результатам выборов в правление общины.

## История
Эта деревня была основана жителями близлежащих сёл Рогозиново, Черна Могила и Лешниково. Первоначально переселенцы жили в хижинах только летом, а затем были построены надёжные бревенчатые дома, из-за которых, согласно легенде, село и получило название «Надежден» (рус. Надёжная).